# メンパ族
メンパ族（チベット語: མོན་པ）は、チベット系民族である。主にインドのアルナーチャル・プラデーシュ州に住んでいるが、チベット自治区のメトク、ニンティ、ツォナなどにも居住している。一部はメド地区に住んでいる。

## 概要
シナ・チベット語族チベット・ビルマ語派に属するメンパ語を話す。メンパ語は大きく“ツォナ・メンパ語”と“メトク・メンパ語”の2方言に分けられる。“ツォナ・メンパ語”は、タワングを中心とした門墨地区で使われる4方言の１つであり、“メトク・メンパ語”は、おもに主目と自称するメンパ族が話す倉洛語に属している。これらの言語は、音声、語彙や語法の構造がそれぞれ異なり、互いの日常会話は不可能。自民族の文字がなく、チベット文字が通用している。 
メンパ(門巴)族の総人口は4万人余りだが、大部分は中国・インド国境地帯の東部マクマホン・ライン以南のインド側に居住しているため、現在中国領内に居住するメンパ族は7498人しかいない。
メンパとは“門隅に住む人”という意味で、その意味のとおりメンパ族の祖先が住んでいた地域は、チベット自治区門隅南部の門隔地区で、約200年前、一部の人々がチベット自治区メトク県まで東へ移動した。
西暦800年頃、ラサのチョカン寺に建てられた石碑に記されている“孟族”がメンパ族の祖先とされている。
門隔地区は、7世紀吐蕃王国の支配下に入り、13世紀にチベットの一部分となり中国の版図に組み込まれた。
メンパ族は封建農奴制度の下でチベット族の制圧を受け、経済や宗教、文化など多方面に影響が及んでいる。
メンパ族では、伝統的には焼畑農業が行われていたが、現在は常畑農業に従事し、牧畜や手工芸も兼業している。
メンパ族はチベット族同様、チベット仏教を厚く信仰しており、僧侶として出家する人も多い。これまでにダライ・ラマ6世ツァンヤンギャムツォなど高僧を出したこともある。

## 中国の自治地方

### 民族郷
- ニンティ市巴宜区
  - 更章メンパ民族郷
- ツォナ県
  - 麻麻メンパ民族郷
  - 貢日メンパ民族郷
  - 吉巴メンパ民族郷
  - 勒メンパ民族郷